# Deutsche Gesellschaft für Regenerative Medizin
Die Deutsche Gesellschaft für Regenerative Medizin e. V. (GRM) ist ein eingetragener Verein, der sich zum Ziel gesetzt hat, über die neuesten Entwicklungen im Bereich der Regenerativen Medizin und der Stammzellforschung zu informieren.

## Organisation
Die GRM hat sich zum Ziel gesetzt, die Öffentlichkeit über die regenerative Medizin und Stammzellforschung zu informieren, den Dialog zwischen unterschiedlichen medizinischen Fachgruppen und Vertretern aus Medien, Philosophie und Theologie und somit den öffentlichen Diskurs zu fördern, sowie medizinische Forschungsergebnisse und Studien zu dokumentieren. Seit ihrer Gründung wird die GRM von der Wissenschaftsjournalistin und Autorin Ulrike Schwemmer geleitet. Unterstützt wird der dreiköpfige Vorstand der Gesellschaft durch eine Geschäftsstelle in Frankfurt a. M. sowie durch einen 21 Mitglieder umfassenden wissenschaftlichen Beirat, dem Wissenschaftler verschiedener Institute angehören.

## Kooperationen
Der Verein kooperiert unter anderem mit dem Zentrum für Regenerationsbiologie und Regenerative Medizin, einer Einrichtung der Universitätsklinik Tübingen, dessen Direktor Konrad Kohler zugleich Vorstand der GRM sowie Mitglied in deren Wissenschaftlichem Beirat ist. Zudem besteht eine Kooperation mit dem Netzwerk für Grundlagen und Anwendungsorientierte Stammzellenforschung in Deutschland. Im Jahr 2007 nahm die GRM eine Kooperation mit dem High-Tech Gründerfonds auf, der im Rahmen einer Öffentlich-privaten Partnerschaft vom BMWi initiiert und von diesem gemeinsam mit der KfW und verschiedenen Firmen getragen wird. Der High-Tech Gründerfonds hilft jungen Unternehmern mit der Finanzierung ihrer Ideen und Konzepte. Bei der Auswahl der zu unterstützenden Innovationen agierte die GRM als Netzwerkpartner und ihr wissenschaftlicher Beirat begutachtete eingereichte Projekte, was die erste Selektionsstufe im Auswahlprozess des High-Tech Gründerfonds darstellte.

## Sonstige Aktivitäten
Auf jährlichen Tagungen informierte die GRM bis 2013 über die Entwicklungen und Innovationen im Fachbereich der Regenerativen Medizin und förderte auch den Dialog mit der Politik. So sprach auf der 2013er Tagung die parlamentarische Staatssekretärin Ulrike Flach über Innovationen und Kosten in der regenerativen Medizin.  Neben diesen so genannten Herbstforen veranstaltet der Verein Workshops sowie wissenschaftliche und politische Diskussionsveranstaltungen, wie beispielsweise die Round Table-Veranstaltung „Stammzellforschung in Deutschland – Kurz vor der Entscheidung“ anlässlich der Änderung des Stammzellgesetzes im Jahr 2008, an der Michael Kretschmer und René Röspel teilnahmen. Zudem begründete die GRM im Jahr 2006 eine eigene Zeitschrift,  beteiligt sich an Kongressen und wendet sich an Betroffene und Angehörige.